# Hörne (Gobert)
Die Hörne ist ein 522,7 Meter hoher, nahezu vollständig bewaldeter Berg südöstlich von Bad Sooden-Allendorf, ein westlicher Ausläufer des Hohesteins, des mit 569 Metern höchsten Bergs des Muschelkalk-Höhenzugs Gobert. Die Hörnespitze liegt nordnordwestlich von Motzenrode (Ortsteil von Meinhard) und östlich von Kleinvach (Stadtteil von Bad Sooden-Allendorf), beide im Werra-Meißner-Kreis in Nordhessen.

## Naturräumliche Zuordnung
Die Hörne gehört wie der Hohestein in der naturräumlichen Haupteinheit Nordwestliche Randplatten des Thüringer Beckens (483) und der Untereinheit Allendorfer Wald (483.1) zum Naturraum Gobert (483.10). Entsprechend der Einteilung des Bundesamts für Naturschutz (BFN) wird dieser Teil des Berglandes auch dem Unteren Werrabergland zugerechnet.

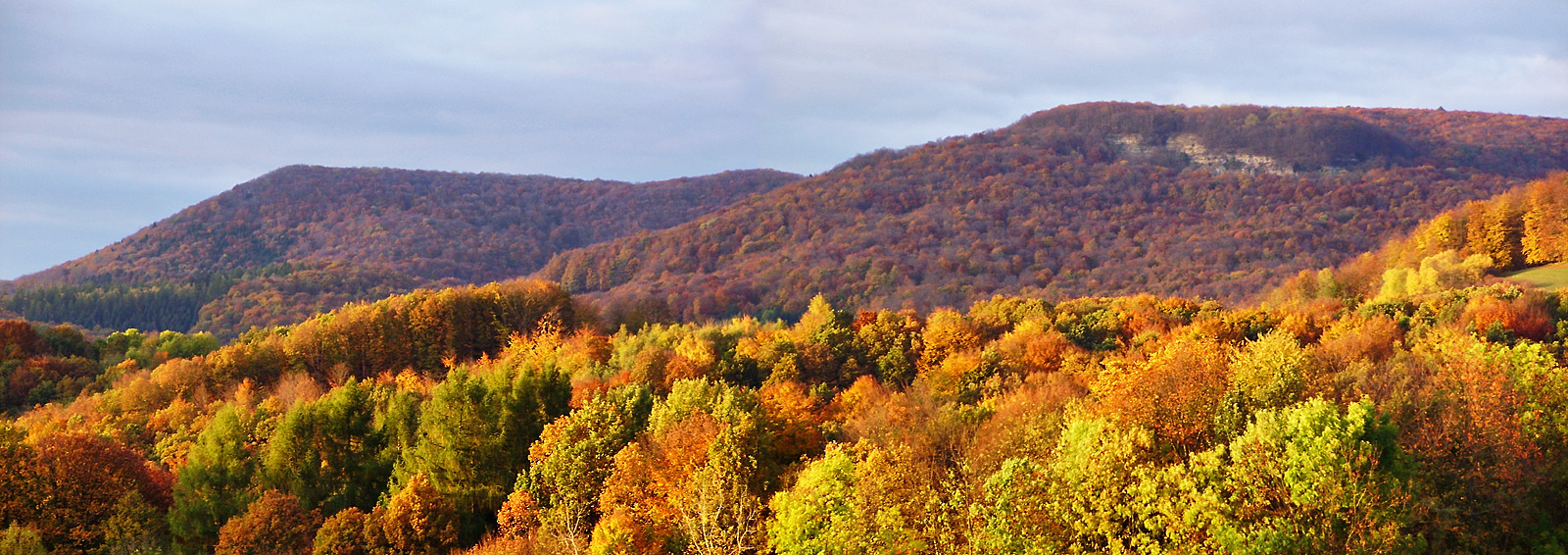
Hohestein (rechts) und Hörne (links)

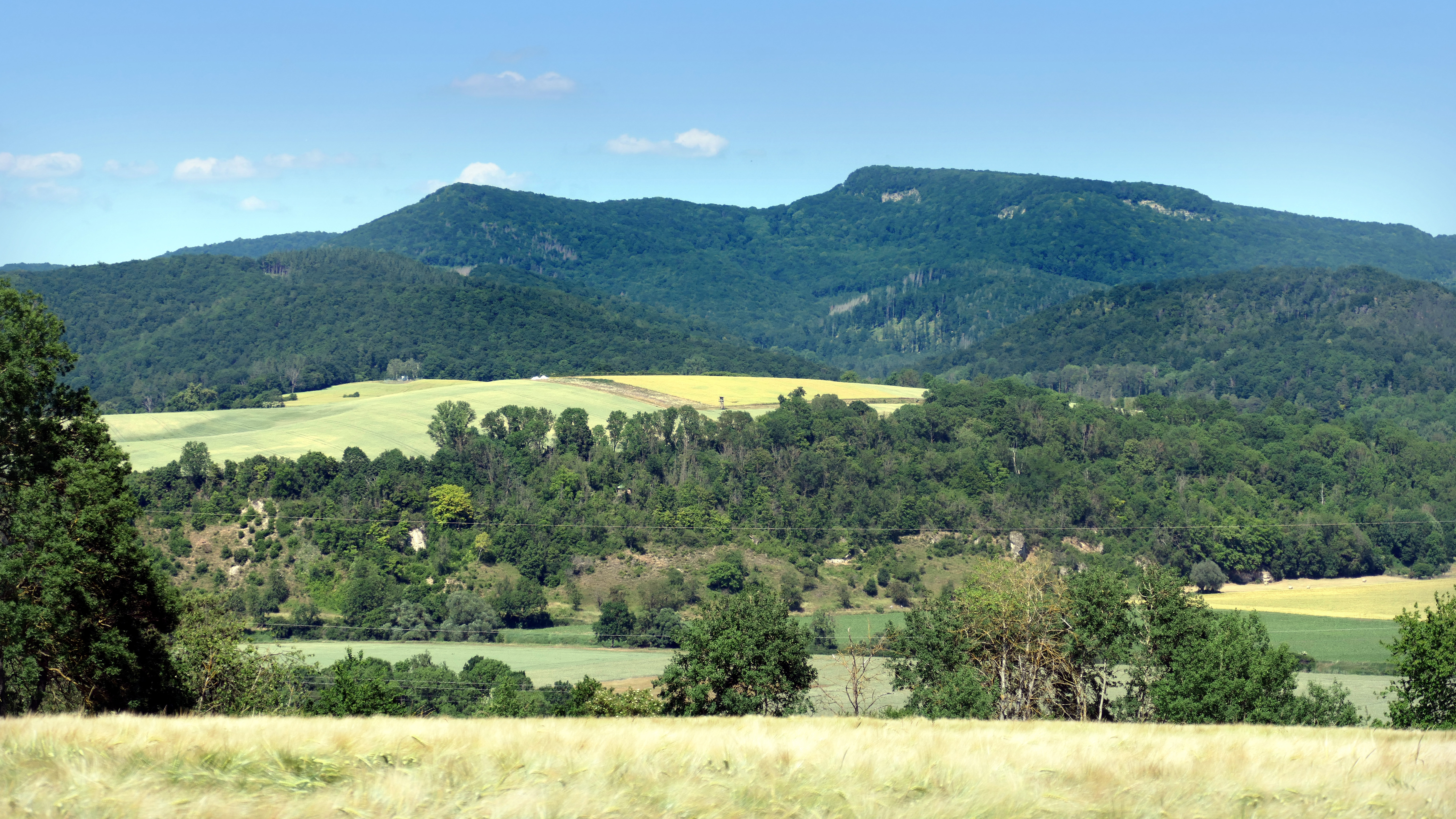
Blick über das Werratal auf die Kalkklippen am Hohestein (rechts) und der Hörne (links)

## Wandern und Aussicht
Hohestein und Hörne bilden den nördlichen Abschluss des Eschweger Beckens. Ihre aus dem Wald weit in die Landschaft leuchtenden hellen Kalkklippen, steile Abbruchkanten des Muschelkalks, sind ein markanter Anblick im mittleren Werratal. Auf der Hörnespitze, der westlichen Randkuppe der Hörne, befindet sich ein Aussichtspunkt mit einer Schutzhütte für Wanderer, die Schutzhütte Hörne. Von dort hat man einen ausgezeichneten Blick über das mittlere Werratal und die bewaldeten Hügel der Hessischen Schweiz.

## Schloss Rothestein

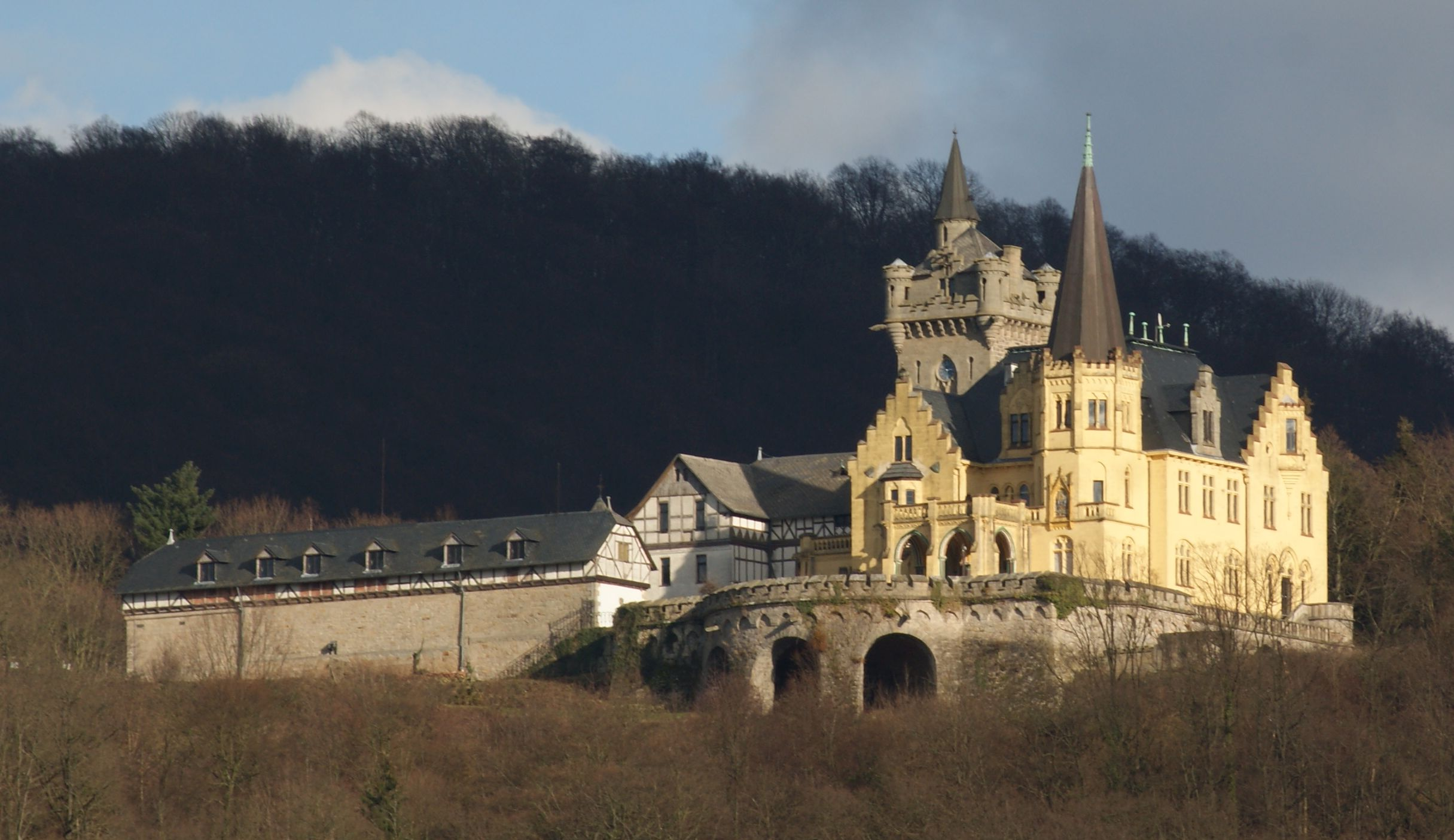
Schloss Rothestein

Auf einem langgestreckten nordnordwestlich Ausläufer der Hörne, Teil der aus Buntsandstein bestehenden Gobert-Abdachung, steht rund 1,2 km nordnordwestlich der Hörnespitze und 3,25 km südöstlich von Bad Sooden-Allendorf das ab 1891 erbaute neogotische Schloss Rothestein, oberhalb einer etwa 500 m westlich und rund 150 m tiefer verlaufenden Werraschleife.